# Aux frontières des Indes
Pour plus de détails, voir Fiche technique et Distribution.
Aux frontières des Indes (North West Frontier) est un film britannique réalisé par J. Lee Thompson, sorti en 1959. Le film est sorti aux États-Unis sous le titre Flame Over India et en Australie sous le titre Empress of India.

## Synopsis
Le Maharadjah est assassiné par les musulmans en révolte. Pour soustraire son fils de cinq ans à la haine de leurs ennemis, celui qui sera appelé un jour à devenir le chef politique et religieux de centaines de milliers d’Hindous est confié à un capitaine anglais, Scott, avec mission de conduire l’enfant en sécurité à Kalapur. Commence alors pour le jeune prince héritier et ceux qui l’accompagnent, dont la femme du représentant britannique en poste (Lady Windham), sa gouvernante américaine (Catherine Wyatt), le secrétaire du palais (Bridie), un fabricant d’armes (Peters), le capitaine anglais, un journaliste (Van Leyden), un voyage dangereux à travers un pays à feu et à sang. Mais le plus grand danger de mort pour le jeune prince se trouve au sein même de son escorte.

## Fiche technique
- Titre : Aux frontières des Indes
- Titre original : North West Frontier
- Réalisation : J. Lee Thompson
- Production : Marcel Hellman et Earl St. John (producteur exécutif) RANK/ RKO
- Société de production : The Rank Organisation
- Scénario : Robin Estridge et Frank S. Nugent d'après une histoire de Patrick Ford et Will Price
- Images : Geoffrey Unsworth
- Montage : Frederick Wilson
- Musique : Mischa Spoliansky
- Direction artistique : Alex Vetchinsky
- Costumes : Yvonne Caffin et Julie Harris (costumes de Lauren Bacall)
- Pays d'origine : Royaume-Uni
- Format : Couleur (Eastmancolor) - Son : Mono (Westrex Recording System)
- Genre : Aventures en Cinemascope
- Durée : 129 minutes
- Date de sortie : 29 avril 1960 première New York (USA)
- Affiche : Jean Mascii (France)

## Distribution
- Kenneth More (VF : Roland Ménard) : Capitaine Scott
- Lauren Bacall (VF : Claire Guibert) : Catherine Wyatt
- Herbert Lom (VF : Howard Vernon) : Van Layden
- Wilfrid Hyde-White (VF : Maurice Pierrat) : Bridie
- I. S. Johar (VF : Teddy Bilis) : Gupta
- Ursula Jeans (VF : Hélène Tossy) : Lady Windham
- Eugene Deckers (VF : Jacques Dacqmine) : Peters
- Ian Hunter (VF : Louis Arbessier) : Sir John Wyndham
- Jack Gwillim (VF : Jean Toulout) : Brig. Ames
- Govind Raja Ross : Prince Kishan
- Basil Hoskins (en) (VF : Gabriel Cattand) : L'aide de camp
- Howard Marion-Crawford : le contact de Peters à la gare de Kalapur